# مسترکارت بدهی
مستر کارت بدهی یک کارت بدهی است. این سیستم از همان سیستم‌های کارت اعتباری مسترکارت استاندارد استفاده می‌کند اما از یک خط اعتباری به مشتری استفاده نمی‌کند، در عوض به صندوق‌هایی که مشتری در حساب بانکی خود دارد تکیه می‌کند.

## الجزایر
چندین بانک مسترکارت اعتباری و بدهی را در الجزایر ارائه می‌دهند (از جمله بانک خلیج الجزایر).

## آرژانتین
در سال ۲۰۱۱، بانکو دی کوردوبا، به عنوان رقیب خاص ویزا دبیت، مسترکارت را به مشتریان خود ارائه داد. با این حال، این یک جایگزین مستقیم تمام کارت‌های ماسترو در بازار آرژانتین نخواهد بود، زیرا با هر بانک آنالیز خواهد شد.

## استرالیا
مانند انگلستان، در استرالیا مسترکارت بدهی رقیبی برای کارت‌های ویزا بدهی است که توسط شرکت ویزا ارائه شده‌است.
مسترکارت بدهی برای اولین بار در استرالیا توسط وستپک در سال 2006 به عنوان یک کارت جایگزین برای دارندگان کارت بانک سیروس راه‌اندازی شد.
کامان‌ولث بانک، ME Bank و وستپک تنها بانک‌ها در استرالیا هستند که برای همهٔ دارندگان که سنشان ۱۶ سال و بالاتر است، یک مسترکارت بدهی صادر می‌کنند، درحالی‌که سایر مؤسسات نیاز دارند که دارندگان کارت، ۱۸ سال داشته باشند. قابل ذکر است که بانجیگو بانک یک مسترکارت بدهی را برای دانش‌آموزان ۱۲ ساله نیز ارائه می‌دهد.

## کشورهای بالتیک
سوئدبانک از سال ۲۰۱۱ مسترکارت بدهی را در استونی، لتونی و لیتوانی ارائه داده‌است. نوردیا از سال ۲۰۱۶ مسترکارت بدهی را در لتونی عرضه کرده‌است. اس‌ئی‌بی سال‌ها به‌طور مساوی در کشورهای بالتیک مسترکارت بدهی و ویزا بدهی را ارائه کرده‌است، اما از مارس / آوریل ۲۰۱۴، این بانک تصمیم گرفت مسترکارت را به عنوان کارت بدهی اصلی خود برگزیند. البته همچنان کارت ویزای بدهی را نیز پیشنهاد می‌کند.

## کانادا
مسترکارت بدهی در ژوئیهٔ سال ۲۰۱۶ با بانک مونترآل در کانادا راه‌اندازی شد. شبیه به بیشتر کارت‌های ویزا بدهی کانادایی، بی ام او مسترکارت بدهی با شرکت Interac همکاری می‌کند و تنها برای انجام معاملات فروش در کانادا از طریق آن شبکه کار می‌کند، اما از شبکهٔ مسترکارت برای معاملات اینترنتی و بین‌المللی استفاده می‌کند.

## آلمان
دویچه بانک، کومرتس‌بانک، نورسی بانک، کونزورز فینانس، ام‌ال‌پی، ک ت بانک، O2 بانک، فیدور بانک و ان ۲۶ مسترکارت بدهی را به مشتریان خود ارائه می‌دهند. در آلمان، این کارت رقیبی برای جیرو کارت ملی است.

## هلند
بانکیو بانک یک مسترکارت بدهی را برای مشتریان ویژهٔ خود صادر می‌کند. علاوه بر این، ICS کارت‌های بدهی مستر و ویزا شامل بیمهٔ ۱۸۰ روزه می‌شوند که معمولاً در کارت‌های بدهی در هلند در دسترس نیست.

## انگلستان
در انگلستان، مسترکارت بدهی در کنار طرح کارت بدهی ماسترو، که قبلاً تنها کارت‌های بدهی بود که توسط مسترکارت ارائه شده بود، فعالیت می‌کند. با این حال، تقریباً تمام ارائه‌دهندگان به‌جای آن به صدور مسترکارت بدهی روی آورده‌اند، زیرا کارت‌های بدهی قبلی مسترو برخلاف مسترکارت بدهی در سراسر جهان پذیرفته نمی‌شوند.

## ایالات متحده
در ایالات متحده، بر خلاف استرالیا و انگلستان، سه سطح مسترکارت بدهی در دسترس است: استاندارد، پیشرفته و جهانی. در سال ۲۰۱۲ چهار سطح مسترکارت در دسترس بود: استاندارد، طلا، پلاتین و جهانی.